# نتسه
نتسه (به آلمانی: Neetze) یک شهر در آلمان است که در لونبورگ واقع شده‌است. نتسه  ۲٬۶۲۰ نفر جمعیت دارد.